# Eltaj Safarli
Pour les articles homonymes, voir Safarli.
Eltaj Safarli est un joueur d'échecs azerbaïdjanais né le 18 mai 1992 à Bakou.
Au 1er avril 2016, Safarli est le 82e joueur mondial et le numéro trois azerbaïdjanais avec un classement Elo de 2 664.

## Biographie et carrière

### Tournois individuels
Grand maître international depuis 2008, Safarli a remporté :
- le championnat du monde des moins de 10 ans en 2002 ;
- le championnat d'Europe des moins de 12 ans en 2003 ;
- l'open de Hoogeveen en 2007 ;
- le mémorial Tchigorine à Saint-Pétersbourg en 2010 ;
- le championnat d'Azerbaïdjan en 2010 et 2016 ;
- le tournoi de Wijk aan Zee B (tournoi « Challengers ») en 2016, ex æquo avec Baskaran Adhiban et Alexeï Chirov.

Il finit deuxième de l'open de Porticcio en Corse en 2017 (victoire de Michał Krasenkow).

### Compétitions par équipe
Safarli a représenté l'Azerbaïdjan lors des championnats d'Europe par équipe en 2011 (médaille d'argent par équipe et 2013 (médaille d'or par équipe).
Il a participé à l'olympiade d'échecs de 2010 comme joueur de réserve, puis à l'olympiade d'échecs de 2012 au deuxième échiquier. En août 2014, il jouait au quatrième échiquier et l'équipe d'Azerbaïdjan finit cinquième au classement général de l'olympiade d'échecs de 2014.
Safarli a remporté deux coupes d'Europe des clubs d'échecs avec l'équipe du SOCAR de Bakou (en 2012 et 2014).

### Coupes du monde
Lors de la Coupe du monde d'échecs 2013, Safarli battit Bassem Amin au premier tour puis perdit au deuxième tour face à Hikaru Nakamura.
Lors de la Coupe du monde d'échecs 2015, il fut battu au premier tour par Csaba Balogh.
Lors de la Coupe du monde d'échecs 2019, Safarli battit Samuel Shankland au premier tour puis Nihal Sarin au deuxième tour et perdit au troisième tour face à Shakhriyar Mamedyarov.
| Année | Lieu            | Résultat       | Ultime adversaire     | Adversaires battus             |
| ----- | --------------- | -------------- | --------------------- | ------------------------------ |
| 2013  | Tromsø          | deuxième tour  | Hikaru Nakamura       | Bassem Amin                    |
| 2015  | Bakou           | premier tour   | Csaba Balogh          |                                |
| 2019  | Khanty-Mansiïsk | troisième tour | Shakhriyar Mamedyarov | Samuel Shankland, Nihal Sarin  |
| 2023  | Bakou           | deuxième tour  | Andreï Essipenko      | Roberto Carlos Sanchez Alvarez |